# Clarias fuscus
Clarias fuscus är en fiskart som först beskrevs av Lacepède, 1803.  Clarias fuscus ingår i släktet Clarias och familjen Clariidae. IUCN kategoriserar arten globalt som livskraftig. Inga underarter finns listade i Catalogue of Life.